# Заказчик
Зака́зчик — лицо (физическое или юридическое), заинтересованное в выполнении исполнителем работ, оказании им услуг или приобретении у продавца какого-либо продукта (в широком смысле). Иногда при этом предполагается оформление заказа, но не обязательно.

## Заказчик по российскому законодательству
Гражданский кодекс Российской Федерации применяет понятие «заказчик» к узкому кругу сделок, предметом которых является выполнение работ или оказание услуг:
- Договоры подряда, в том числе бытовой подряд, строительный подряд, подряд на выполнение проектных и изыскательских работ, подрядные работы для государственных нужд (глава 37);
- Выполнение научно-исследовательских, опытно-конструкторских и технологических работ (глава 38)[1];
- Возмездное оказание услуг (глава 39).

Помимо этого, в параграфе 4 главы 3 Гражданского кодекса Российской Федерации понятие «заказчик» применяется к сделкам на поставку товаров, выполнение работ и оказание услуг для государственных и муниципальных нужд.